# Vladimir Odoievsky
Vladimir Fyodorovich Odoievsky (em russo:  Владимир Федорович Одоевский) (Moscou, 13 de agosto de 1803 – Moscou, 11 de março de 1869) foi um filósofo, escritor, crítico musical, filantropo e pedagogo russo. Chegou a ser conhecido como o Hoffmann russo devido ao seu enorme interesse por contos fantásticos e pelo jornalismo crítico.

## Biografia
Odoievsky publicou uma série de contos para crianças (por exemplo, A Vila da Caixinha de Surpresas), e historias fantásticas para adultos (por exemplo, Cosmorama e Salamandra). Inspirou-se no conto de Alexander Pushkin, A Dama de Espadas, para escrever uma série de historias semelhantes, sobre a dissoluta vida da aristocracia da Rússia (por exemplo, A Princesa Mimi e A Princesa Zizi). A sua obra-prima foi uma colecção de ensaios e novelas intitulada As Noites Russas (1844), para a qual se inspirou na obra As Noites Áticas de Aulo Gélio.
Como crítico musical, Odoievsky propagou o estilo nacional de Mikhail Glinka e seus seguidores. Escreveu muitos artigos sobre temas musicais, e um tratado sobre antigos cantos na Igreja Russa. Johann Sebastian Bach e Beethoven aparecem como personagens em algumas das suas novelas. Odoievsky promoveu a fundação da Sociedade Musical Russa, do Conservatório de Moscovo e do Conservatório de São Petersburgo. Foi seguidor de Louis Claude de Saint Martin.